# Typhlotanais kussakini
Typhlotanais kussakini är en kräftdjursart som beskrevs av Kudinova-pasternak 1970. Typhlotanais kussakini ingår i släktet Typhlotanais och familjen Nototanaidae. Inga underarter finns listade i Catalogue of Life.